# Ferdinand Hellers
Ferdinand Hellers est un joueur d'échecs suédois né le 28 janvier 1969 à Stockholm.
Au 1er avril 2021, Hellers est le numéro deux suédois avec un classement Elo de 2 592 points.

## Biographie et carrière
Champion d'Europe junior (à moins de 16 ans) en janvier 1985 à Groningue, Hellers finit troisième du championnat du monde d'échecs junior 1986 à Gausdal. Lors du championnat du monde junior 1988, il finit à la 5e-7e place à Adélaïde. Il obtint le titre de grand maître international en 1988. 
En 1989 et 1990, puis de 1993 à 2001, Hellers fut le numéro deux suédois dans le classement de la FIDE, derrière Ulf Andersson. Sa meilleure place classement mondial fut 47e au classement de janvier 1989. Il atteignit son meilleur classement Elo de 2 605 en janvier 1998.

## Compétitions par équipe
Hellers a représenté la Suède lors des olympiades de 1988 (au 4e échiquier) et 1990 (au 2e échiquier), des championnats d'Europe par équipe de 1989 et 1992 (la Suède finit cinquième) ainsi que du tournoi interzonal de 1993 à Bienne.

## Palmarès
Hellers remporta les tournois de :
- Amsterdam 1985 (tournoi OHRA B) ;
- Budapest 1988 ;
- Berlin (open) 1988 ;
- Skei (kommune de Jølster) 1993 (ex æquo avec Jonathan Tisdall et Bjarke Kristiansen) ;
- Malmö (tournoi Sigeman & Co)
  - 1993 (devant Bo Hansen, Romanichine, Pétursson, Rogers, Rozentalis et Hector),
  - 1994 (ex æquo avec Curt Hansen, devant Almasi, Epichine, Andersson et Krasenkow)
  - 1997 (devant Smyslov, Cramling, Curt Hansen, Timman, I. Sokolov et Rozentalis).

En 1993, Hellers battit Ulf Andersson en match, 3,5 à 2,5.